# Alexander Callens
Alexander Martín Callens Asín (Callao, 4 de mayo de 1992) es un futbolista peruano que juega como defensa central y su equipo actual es el A. E. K. de Atenas de la Superliga de Grecia, cedido por el Girona Fútbol Club de la Primera División de España. Es internacional con la selección de fútbol del Perú desde el 18 de abril de 2013.

## Trayectoria

### Sport Boys
Inició su carrera en las divisiones menores del Sport Boys. Debutó en Primera División el 18 de abril del 2010 en el partido que su equipo disputó ante León de Huánuco. Él anotó su primer gol el 19 de junio, frente a Inti Gas Deportes.

### Real Sociedad
En agosto de 2011 es transferido a la Real Sociedad "B" de España por dos temporadas.
El 13 de enero de 2014 es convocado por primera vez a una concentración del primer equipo de la Real Sociedad de Fútbol de cara al partido de vuelta de los octavos de final de la Copa del Rey de fútbol 2013-14, contra el Villarreal Club de Fútbol. Posteriormente, entró en la convocatoria para el partido aunque no llegó a debutar con el primer equipo. También fue convocado para el siguiente partido de Liga, disputado el 19 de enero en Getafe, frente al Getafe CF, pero tampoco llegó a saltar al terreno de juego.
El 8 de febrero de 2014, anotó su primer tanto con el "Sanse" en la victoria por 3-0 ante el Real Unión.
El 4 de diciembre de 2014 debuta con el primer equipo de la Real Sociedad, en un encuentra de eliminatoria de Copa del Rey frente al Real Oviedo.

### Numancia
El 10 de agosto de 2015, firmó por el Numancia de la Liga Adelante, el contrato que lo une al elenco español es por una temporada. Decidió dejar la Real Sociedad "B" para tener mayor continuidad y regresar a la selección peruana.
El 9 de septiembre de 2015, hizo su debut oficial con la camiseta del Numancia. Sin embargo, su equipo cayó 1-0 ante Deportivo Alavés y se despidió de la Copa del Rey; el peruano permaneció en la cancha durante los 90 minutos e hizo pareja de centrales con Pedro Orfila.
El 21 de noviembre de 2015, Callens debutó oficialmente en la Segunda División de España con camiseta del CD Numancia. Fue titular ante el Deportivo Mirandés por la fecha 10. Jugó hasta el minuto 71' pues fue reemplazado por Dani Aquino, en un partido que el Numancia empató 2-2 como local. — El 16 de enero de 2016 anotó su primer gol con la camiseta del Numancia. Tras un centro desde la esquina, y luego de un doble cabezazo en el área, puso el cero a uno en el marcador frente al Albacete en la vigesimoprimera jornada de Liga Adelante 2015/16.
El 23 de enero de 2017, Callens rescindió su contrato y se fue al New York City.

### New York City
Alexander Callens, debuta en el equipo titular, el 7 de febrero de 2017, frente al conjunto del Club Sport Emelec, en un empate previsorio, resaltando la participación de figuras como Andrea Pirlo, David Villa, entre otros. Anotó su primer gol en la Major League Soccer el 3 de junio de 2017 donde derrotaron al Philadelphia Union por 2-1.

### Girona FC y cesión en el AEK FC
En enero de 2023, firma por el Girona FC de la Primera División de España, como agente libre después de acabar su vinculación con el New York City, en el que acumuló 116 minutos en solo seis encuentros, ninguno de ellos como titular.
El 8 de septiembre de 2023, firma por el A. E. K. de Atenas de la Superliga de Grecia, cedido por el Girona FC.

## Selección nacional

### Selección sub-20
Fue convocado para el Campeonato Sudamericano Sub-20 de 2011 donde marcó el gol de Perú ante la selección argentina terminando el partido en victoria argentina por 2-1. 
| Torneo                      | Sede | Resultado    | Partidos | Goles |
| --------------------------- | ---- | ------------ | -------- | ----- |
| Sudamericano Sub-20 de 2011 | Perú | Primera Fase | 4        | 1     |

### Selección absoluta
Debutó con la selección absoluta en un encuentro amistoso ante la Selección de fútbol de México el 18 de abril que finalizó con marcador de 0-0 en San Francisco.
El 30 de mayo de 2014, la selección de fútbol de Perú disputa un partido amistoso frente a la selección de Inglaterra y tres días después otro ante la selección de Suiza siendo titular en ambos encuentros.

#### Participaciones en Copas América
| Torneo            | Sede           | Resultado      | Partidos | Goles | Asist. |
| ----------------- | -------------- | -------------- | -------- | ----- | ------ |
| Copa América 2019 | Brasil         | Subcampeón     | 0        | 0     | 0      |
| Copa América 2021 | Brasil         | Cuarto Lugar   | 5        | 0     | 0      |
| Copa América 2024 | Estados Unidos | Fase de grupos | 3        | 0     | 0      |

#### Participaciones en Clasificatorias a Copas del Mundo
| Torneo                     | Sede            | Resultado  | Partidos | Goles | Asist. |
| -------------------------- | --------------- | ---------- | -------- | ----- | ------ |
| Eliminatorias Mundial 2018 | America del Sur | 5° Lugar   | 0        | 0     | 0      |
| Eliminatorias Mundial 2022 | America del Sur | 5° Lugar   | 11       | 0     | 0      |
| Eliminatorias Mundial 2026 | America del Sur | En disputa | 3        | 1     | 0      |

#### Goles internacionales
| # | Fecha                   | Lugar                                                                | Rival    | Gol   | Resultado | Competición                |
| - | ----------------------- | -------------------------------------------------------------------- | -------- | ----- | --------- | -------------------------- |
| 1 | 4 de setiembre de 2014  | Estadio Maktoum bin Rashid Al Maktoum, Dubái, Emiratos Árabes Unidos | Irak     | 0 - 1 | 0 - 2     | Amistoso                   |
| 2 | 9 de setiembre de 2014  | Estadio Abdullah bin Khalifa, Doha, Catar                            | Catar    | 0 - 1 | 0 - 2     | Amistoso                   |
| 3 | 6 de septiembre de 2024 | Estadio Nacional, Lima, Perú                                         | Colombia | 1 - 0 | 1 - 1     | Eliminatorias Mundial 2026 |

## Estadísticas

### Clubes
Actualizado al último partido disputado el 19 de mayo de 2024.
| Club                               | Div.          | Temporada     | Liga  | Liga  | Copas nacionales | Copas nacionales | Copas internacionales | Copas internacionales | Total | Total |
| Club                               | Div.          | Temporada     | Part. | Goles | Part.            | Goles            | Part.                 | Goles                 | Part. | Goles |
| ---------------------------------- | ------------- | ------------- | ----- | ----- | ---------------- | ---------------- | --------------------- | --------------------- | ----- | ----- |
| Sport Boys · Perú                  | 1.ª           | 2010          | 24    | 1     | —                | —                | —                     | —                     | 24    | 1     |
| Sport Boys · Perú                  | 1.ª           | 2011          | 7     | 0     | —                | —                | —                     | —                     | 7     | 0     |
| Sport Boys · Perú                  | Total club    | Total club    | 31    | 1     | 0                | 0                | 0                     | 0                     | 31    | 1     |
| Real Sociedad "B" · España         | 2.ª B         | 2011-12       | 5     | 0     | —                | —                | —                     | —                     | 5     | 0     |
| Real Sociedad "B" · España         | 2.ª B         | 2012-13       | 18    | 0     | —                | —                | —                     | —                     | 18    | 0     |
| Real Sociedad "B" · España         | 2.ª B         | 2013-14       | 35    | 2     | —                | —                | —                     | —                     | 35    | 2     |
| Real Sociedad "B" · España         | 2.ª B         | 2014-15       | 28    | 3     | —                | —                | —                     | —                     | 28    | 3     |
| Real Sociedad "B" · España         | Total club    | Total club    | 86    | 5     | 0                | 0                | 0                     | 0                     | 86    | 5     |
| Real Sociedad · España             | 1.ª           | 2014-15       | —     | —     | 1                | 0                | —                     | —                     | 1     | 0     |
| Real Sociedad · España             | Total club    | Total club    | 0     | 0     | 1                | 0                | 0                     | 0                     | 1     | 0     |
| C. D. Numancia · España            | 2.ª           | 2015-16       | 23    | 2     | 1                | 0                | —                     | —                     | 24    | 2     |
| C. D. Numancia · España            | 2.ª           | 2016-17       | 16    | 1     | 0                | 0                | —                     | —                     | 16    | 1     |
| C. D. Numancia · España            | Total club    | Total club    | 39    | 3     | 1                | 0                | 0                     | 0                     | 40    | 3     |
| New York City F. C. Estados Unidos | 1.ª           | 2017          | 35    | 2     | 1                | 0                | —                     | —                     | 36    | 2     |
| New York City F. C. Estados Unidos | 1.ª           | 2018          | 34    | 1     | 0                | 0                | —                     | —                     | 34    | 1     |
| New York City F. C. Estados Unidos | 1.ª           | 2019          | 25    | 0     | 0                | 0                | —                     | —                     | 25    | 0     |
| New York City F. C. Estados Unidos | 1.ª           | 2020          | 25    | 2     | 5                | 0                | 4                     | 2                     | 34    | 4     |
| New York City F. C. Estados Unidos | 1.ª           | 2021          | 30    | 2     | —                | —                | 1                     | 0                     | 31    | 2     |
| New York City F. C. Estados Unidos | 1.ª           | 2022          | 30    | 5     | 1                | 0                | 7                     | 1                     | 38    | 6     |
| New York City F. C. Estados Unidos | Total club    | Total club    | 179   | 12    | 7                | 0                | 12                    | 3                     | 198   | 15    |
| Girona F. C. · España              | 1.ª           | 2022-23       | 6     | 0     | —                | —                | —                     | —                     | 6     | 0     |
| Girona F. C. · España              | Total club    | Total club    | 6     | 0     | 0                | 0                | 0                     | 0                     | 6     | 0     |
| A. E. K. Atenas · Grecia           | 1.ª           | 2023-24       | 26    | 2     | 0                | 0                | 0                     | 0                     | 26    | 2     |
| A. E. K. Atenas · Grecia           | Total club    | Total club    | 26    | 2     | 0                | 0                | 0                     | 0                     | 26    | 2     |
| Total carrera                      | Total carrera | Total carrera | 367   | 23    | 9                | 0                | 12                    | 3                     | 388   | 26    |

## Palmarés

### Campeonatos nacionales
| Título                 | Club             | País           | Año  |
| ---------------------- | ---------------- | -------------- | ---- |
| Conferencia Este (MLS) | New York City FC | Estados Unidos | 2021 |
| Major League Soccer    | New York City FC | Estados Unidos | 2021 |

### Distinciones individuales
| Distinción                                      | Año  |
| ----------------------------------------------- | ---- |
| Nominado a «Mejor defensa del año» de la MLS    | 2017 |
| Nominado a «Mejor defensa del año» de la MLS    | 2021 |
| Elegido mejor defensa del año del New York City | 2021 |